# パワーレンジャー・ライトスピード・レスキュー
『パワーレンジャー・ライトスピード・レスキュー』（Power Rangers: Lightspeed Rescue）は、アメリカ合衆国のテレビドラマ。日本の特撮テレビドラマシリーズ「スーパー戦隊シリーズ」の英語版ローカライズ作品「パワーレンジャーシリーズ」の第8シーズンであり、第6作目である。本作品は『救急戦隊ゴーゴーファイブ』がベースとなっている。2000年2月12日から同年11月18日までフォックス放送内のFox Kidsで放送された。全40話。
日本ではレンタル用VHSビデオがリリースされた後、スーパーチャンネルにて2003年3月23日から2003年8月まで放送された。全40話中24話分しか放送されていない。

## ストーリー
5000年前に遺跡に封印されていたデーモンが現代に蘇った。だが人類はこの事態を予想し、密かに海底基地アクアベースと5人の戦士「ライトスピード」を誕生させていたのだった。

## 概要
前作と異なり、過去作との繋がりのない世界観となっている。複数の人種を登場させる必要があるため、レンジャーは原作と違い、兄妹という設定ではない。
原作である『救急戦隊ゴーゴーファイブ』において6人目の戦士が登場しなかったが、サバン側の意向により、本作品ではオリジナルの戦士「タイタニアムレンジャー」が登場する。
玩具展開では、CD-ROMが付属した商品が多く販売された他、前年より引き続いて過去作品の復刻商品パワープレイバックシリーズが展開された。マクドナルドのハッピーミールにも本作品が採用されている。本作品が放送された2000年にパワーレンジャーが男児向け玩具売り上げナンバー1となっているが、翌年3月期の決算によれば、売り上げ自体は前年より減少している。
前作と同様、田﨑竜太が監督として参加している。

## 登場人物

### パワーレンジャー・ライトスピード・レスキュー
通称：ライトスピードレンジャー。防衛組織ライトスピードに所属し、パワーレンジャーの正体は公表されている。
カーター・グレイソン/レッドレンジャー（ゴーレッド）
リーダー。元は消防士。子供のころに火事に巻き込まれ、その際に消防士に助けられたことがきっかけで、消防士を志した。
チャド・リー/ブルーレンジャー（ゴーブルー）
サブリーダー。元は水族館ショーの人気ダイバー。スキューバーダイビングが趣味。水の中での戦闘も得意。
ジョエル・ローリングス/グリーンレンジャー（ゴーグリーン）
元は航空ショーで「スカイ・カウボーイ」の異名を取る人気パイロット。性格はお調子者。ミス・フェアウェザーに一目惚れする。当初は相手にはされていなかったが、次第に好意を寄せられるようになり、最終回でデートに漕ぎ着ける。
ケルシー・ウィンズロウ/イエローレンジャー（ゴーイエロー）
元はアスリートで、ロッククライミングなど、あらゆるスポーツに長ける。戦いが終わった後はスポーツジムのイントラクターになった。
デイナ・ミッチェル/ピンクレンジャー（ゴーピンク）
キャプテン・ミッチェルの娘で、元は救命士。戦いが終わった後は小児科の医者となる。
ライアン・ミッチェル/タイタニアムレンジャー
キャプテンの息子でデイナの兄。幼いころ事故に遭って死んだものと思われていたが実はダイアボリコに育てられていた。見捨てられたと思い込み父を憎んでいたが、後に真実を知って父と和解した。しかし、ダイアボリコに呪いをかけられ、変身する度に痛みに襲われるようになってしまうが、コブラマスターを倒して呪いから開放される。バンシーラの封印方法を探すため、旅に出るが、最終決戦で再びチームに加わる。マックスソーラーゾードを操る。
- 原作には6人目の戦士が登場しなかったため、バンダイとサバンの共同でデザインが作られ、スーツは日本で新造された。
- 日本語版が制作される前に発行された資料などでは、チタニウムレンジャー、タイタニウムレンジャー、タイテニアムレンジャーとも記されている。

### 協力者
キャプテン・ウイリアム・ミッチェル
アクアベースの司令官。デイナとライアンの父。ライアンを助けられなかったことをずっと悔やんでいた。実はカーターを助けた消防士である。
ミス・アンジェラ・フェアウェザー
ライトスピードの装備開発を担当する科学者。メガネと白衣がトレードマークの女性。ジョエルに熱烈なラブコールを受けても当初は相手にしていなかったが、次第に好意を寄せていく。
クラーク・フェアウェザー
ミス・フェアウェザーの兄。妹同様優秀な科学者。専門はエネルギー変換であるとされる。メガバトルアーマーを開発するために呼び出された。妹をアンジェラと呼んだため、彼女の恋人だとジョエルに誤解されてしまう。
レオ・コービット/レッドギャラクシーレンジャー
デーモン・ヘンダーソン/グリーンギャラクシーレンジャー
カイ・チェン/ブルーギャラクシーレンジャー
マヤ/イエローギャラクシーレンジャー
ケンドリックス・モーガン/ピンクギャラクシーレンジャー
前作のパワーレンジャー。

### 敵

#### デーモン （災魔一族）
5000年前に魔術師によって封印されていた悪の一族。封印が解かれたことにより現代に蘇った。水が弱点。
ダイアボリコ（冥王ジルフィーザ）
デーモンたちのリーダーで、槍が武器。バンシーラからスターパワーを与えられ、インパスにスターパワーを奪われることを恐れて殺そうとしたこともある。第16話で自ら巨大化し、ライトスピードソーラーゾードによって倒されるが、後にバイブラとローカイの手によって復活。終盤で自分の手でローカイを殺させたバンシーラに反感を抱き、バンシーラとの決別を宣言。カーターにバンシーラの弱点を教えた後、オリンピアスと戦うが敗北。バンシーラに操られるが、カーターの説得によって正気を取り戻した。しかし、その直後にオリンピアスの攻撃からカーターを庇って命を落とし、さらにバンシーラの魔力により再び操られスーパーデーモン（破壊神ジルフィーザII）となり巨大化。オリンピアスとともにメガゾードを圧倒するが、ライフフォースメガゾードに倒される。その後、彼の魂はバンシーラにより影の世界に引きずり込まれようとしているカーターを救いに現れた。
資料によってはディアボリコとも記されている。
ローカイ（獣男爵コボルダ）
ダイアボリコの親友で、矛が武器。最期はバンシーラの期待に応えるため、パワーレンジャーと戦うが、バンシーラに操られたダイアボリコにパワーレンジャーごと攻撃されて死亡した。
資料によってはロカイとも記されている。
バイプラ（邪霊姫ディーナス）
女指揮官。剣が武器。専用のバギー、バイプラリを持つ。オリンピアスによってローカイと共に暗殺されそうになり、復讐のためにダイアボリコを甦らせた。最期はバンシーラに取り込まれて消滅したが、『パワーレンジャー・タイムフォース』にて復活している。
資料によってはヴァイプラとも記されている。
ジンクサー（呪士ピエール）
幹部たちの持つカードからモンスターを作り出し、巨大化用のカードを使って倒されたモンスターを復活させる役目を持つ。催眠術が得意。オリンピアスに忠誠を誓っており、彼が影の世界に封印された際には彼を助けるために力を尽くし、彼を影の世界から脱出させた。オリンピアスとダイアボリコが倒された後、ライフフォースメガゾードにバットリングを忍び込ませ、それを乗っ取らせてアクアベースを破壊させた。彼はバットリングが奪ったオメガメガゾードを使ってバンシーラのデーモン復活の儀式のための石柱を並べるが、カーターとライアンにより最後の石柱を置いた直後にオメガメガゾードごと倒された。
インパス（童鬼ドロップ）
バンシーラの息子。「ママ」としか喋れない。女王の息子なので幹部たちは基本的に様付けで呼ぶ。ダイアボリコの死の直後にスターパワーを手に入れて急成長した。
プリンス・オリンピアス（龍皇子サラマンデス）
スターパワーを手に入れたインパスが成長した姿。槍と炎が武器で実力も高いが、傲慢な性格。モンスターを強化する亜空間を生み出すことができる。失敗続きのため、バンシーラに見限られそうになり、己の保身のためにバイブラとローカイを暗殺しようとするが失敗。後にダイアボリコの策略により影の世界に閉じ込められるが、亡霊モンスターを吸収してスーパーオリンピアス（幽魔王サラマンデス）にパワーアップして脱出する。その後、パワーレンジャーの攻撃により元の姿に戻った。それ以降は姿を潜めていたが、バンシーラを裏切ったダイアボリコと戦ってこれを倒し、母のところに戻って来た。捕らえたダイアボリコを操りパワーレンジャーを倒そうとするが、カーターの攻撃を受けて倒される。だが、ダイアボリコと共に復活し、スーパーデーモン（破壊神サラマンデスドラゴン）となり巨大化。ライフフォースメガゾードに倒された。
クイーン・バンシーラ（大魔女グランディーヌ）
デーモンたちの女王。中盤で復活するが、復活の儀式をレンジャーたちが妨害したため、不完全な形で蘇ってしまう。冷酷な性格で城を取り戻すためには手段を選ばない。部下を消耗品としか思っておらず、息子であるオリンピアスも平気で見捨てようとした。心が存在しないため、本来心があるべき場所である胸が弱点。後にバイプラを吸収し完全に復活。レンジャーと戦い倒されたかと思われたが生きており、影の世界への扉を開いて倒されたモンスターたちを復活させようとしていたが、レンジャーたちの攻撃により影の世界へと落ちかけた彼女はカーターを影の世界に引きずり込もうとするが、パワーレンジャーを助けるために駆けつけたダイアボリコの魂の攻撃によって影の世界に落ちていった。
トライカー・デーモンズ（冥界魔闘士）
ダイアボリコの切り札と言えるデーモンたち。リーダーのデモナイト・フォルカー・サンダートロンの3人で構成される。高い戦闘力を持ち、一度はレンジャーを破る。
全滅後、ダイアボリコにより合体モンスター・トライカーが生み出された。
モンスター（サイマ獣）
幹部たちの持つカードからジンクサーによって呼び出されるモンスター。
バットリング（インプス）
小剣が武器のコウモリ戦闘員。モンスター同様カードから呼び出される。最終決戦ではライフフォースメガゾードにカードの状態で貼り付いてアクアベースに侵入、壊滅的な打撃を与えた。

#### その他
トラキーナ
パワーレンジャー・ロスト・ギャラクシーに登場した悪の女王。ギャラクシーレンジャーによって倒されたかと思われていたが生きていた。かつての戦いで顔に傷を負い、マスクをしている。復讐のためにレンジャーたちの故郷である地球を襲った。トライスカルと結託し、人間の生命エネルギーを集め、完全に復活しようとするが、生命エネルギーはバンシーラのために集めていると偽っていたことから、オリンピアスの報復に遭い、生命エネルギーに毒を仕込まれてしまい、巨大モンスター（暗闇獣）となる。
トライスカル（闇王ギル）
トラキーナと結託しているモンスター。サーベルと口からの電流が武器。人間に変身し、バンシーラのためと偽って人間を誘拐して生命エネルギーを集め、トラキーナを完全に復活させようと企むが、カーターとレオに倒された。
グール（闇の亡者）
トラキーナ配下の戦闘員で、大剣が武器。レスキューレンジャーの攻撃ではダメージを受けず、ギャラクシーレンジャーの攻撃でなければ倒せない。

## メカニック
ライトスピードゾード（99マシン）
パイロレスキュー1（レッドラダー）
アクアレスキュー2（ブルースローワー）
エアロレスキュー3（グリーンホバー）
ハズレスキュー4（イエローアーマー）
メッドレスキュー5（ピンクエイダー）
ライトスピードメガゾード（ビクトリーロボ）
ライトスピードゾードが合体する巨大ロボット。合体コードは「メガゾード・ライトスピードモード!」。必殺技はサーベルによる一刀両断。
スーパートレインメガゾード（グランドライナー）
5両のレールレスキュー（ゴーライナー）が合体する超巨大ロボ。合体コードは「スーパートレインシステム・トランスフォーム!」。両腕の火器で相手を撃退する。
マックスソーラーゾード（ライナーボーイ）
タイタニアムレンジャー専用に開発された巨大ロボ。自律行動だった原作とは違い、本作品ではタイタニアムレンジャーが操縦するが、ライアンの戦線離脱後はバトルブースターによる遠隔操縦で行われるようになった。
ライトスピードソーラーゾード（マックスビクトリーロボ）
ライトスピードメガゾードとマックスソーラーゾードが合体する巨大ロボ。巨大レーザー砲を搭載している。
オメガメガゾード（ビクトリーマーズ）
オメガゾード1 - 5（マーズマシン）が合体する巨大ロボ。槍を武器としている。四足メカ・オメガクローラー（ビートルマーズ）にも変形できる。
オメガメガゾード・オリオンパワー（超装甲ビクトリーマーズ）
怪物化したトラキーナを倒す為、10人の力を合わせて誕生したオリオンパワーを纏ったゾード。オリオンサーベルとオメガゾードの槍で敵を倒す技を持つ。
ライフフォースメガゾード（マックスビクトリーロボ・ブラックバージョン）
ライトスピードソーラーゾードと同型の超巨大ロボ。
最終決戦前に登場し、最終決戦で敵側に乗っ取られてパワーレンジャーの前に立ち塞がるが、潜水艦の魚雷により破壊された。
ライトスピードサイクル（コマンドアタッカー）
初期メンバー5人の専用バイク。原典では赤色の1台しか存在しなかったが、本作品ではそれぞれ各メンバーが乗るカラーが存在している。また、原典と同様にサイドカーも存在し、原典からの流用映像ではイエローレンジャーがレッドレンジャーのものを使用した。
トランス・アーマー・サイクル
ミス・フェアエザーが開発したカーター用のバイク。変形、分離してレッドレンジャー用のアーマーになる。劇中には黒色の試作型も登場。
モビルアーマーイーグル
カーター用の飛行メカで、強力なミサイルを発射する。敵に奪われたオメガメガゾードを破壊するため、失われた。

## 装備・技
レスキュー・モーファー（ゴーゴーブレス）
初期メンバー5人の変身ブレス。原典ではカバーを展開した後にEnterキーを押すことで変身したが、本作品ではカバーを展開するだけで変身している。変身コードは「ライトスピードレスキュー」。
玩具では日本で発売されたゴーゴーブレスと同じサウンドが流れているが、デジタル画面は廃止されている。
レスキューブラスター（ファイブレーザー）
レスキューレンジャーの共通装備。銃として使えるブラスターモードと接近戦用の武器となるバトンモードがある。
レスキューバード（ライフバード）
鳥型メカ。五つに分解し、それぞれのパーツをレスキューブラスターに取り付けることで使用する。戦闘目的の時はブラスターモードに装着し、救助目的の時はバトンモードに装着して使用する。
レスキューアタッシュ（ゴーゴーアタッシュ）
レスキューレンジャーのアタッシュ。
Vランサー（ブイランサー）
通常はベルトの内部に収納されている武器。槍として使用する他に、レスキューブラスターのクリップを装着することでビームを発射することも出来る。
バトル・ブースター（ブイモードブレス）
多機能ブレス。3桁の数字を押し、特殊能力を発揮する。
サーモブラスター（ゴーブラスター）
各レンジャーに装備された武器、それぞれ一部のカラーリングが異なる。バトル・ブースターを装備することでパワーをアップさせることが出来る。
タイタニアム・モーファー
タイタニアムレンジャーの変身ブレス。カーターが試用したが、パワーが大きすぎたため、封印されていたがライアンが盗み使用していた。彼がデーモンと決別後、キャプテンに返却したが、キャプテンから託され、そのまま使用している。変身コードは「タイタニアムパワー」。
原典には登場しない変身アイテム。
タイタニアムレーザー
タイタニアムレンジャーの個人武器。斧に変形する。
原典には登場しない武器アイテム。
ミルク・トルネードドロップ（牛乳竜巻落とし）
原典と同様にイエローレンジャーが繰り出す技。
メガバトルアーマー
フェアエザー兄妹が開発したアーマー。ブルー用とグリーン用がある。バトルブースターのボタン861（原語版では865）を押して装着する。

## 世界設定
マリナーベイ
物語の舞台となる都市。海の近くにある。かつてはバンシーラの宮殿があった場所であり、デーモンたちはマリナーベイを占領することを第一としている。
アクアベース（ベイエリア55）
マリナーベイの海底にあるパワーレンジャーの基地。デーモン復活に備えて建てられた。デーモンの弱点が水であるため、海底に建設された。各ゾードが格納されており、発進する際には発進ゲートが海底から姿を現す。第39話でバットリングの侵入を許してしまう。
バンシーラの宮殿（サイマパラディコ）
封印を解かれて北極に降りたデーモンたちの本拠地。
影の世界（幽魔地獄）
パワーレンジャーによって倒されたモンスターの亡霊が彷徨う異世界。ゲートキーパーの持つ杖には、この世界にいる亡霊を操る力があり、この杖を持つことが亡霊に襲われない唯一の手段である。一度入ってしまうと扉を開ける鍵がなければ、脱出することはほぼ不可能。鍵を使わずに脱出するには、この世界にいる亡霊を吸収してパワーを強め、時空を超えられるほどの力を持つ必要がある。デーモン以外のモンスター（アイガイなど）もいる。

## キャスト

### レギュラー・準レギュラー
- カーター・グレイソン/レッドレンジャー - ショーン・Cw・ジョンソン（梯篤司）
- チャド・リー/ブルーレンジャー -  マイケル・チャトゥランタバット（藤井啓輔）
- ジョエル・ローリングス/グリーンレンジャー -  キース・ロビンソン（蔵内よしはる）
- ケルシー・ウィンズロウ/イエローレンジャー -  サーシャ・ウィリアムズ（日下ちひろ）
- デイナ・ミッチェル/ピンクレンジャー -  アリソン・マッキニス[注釈 1]（塩山由佳）
- ライアン・ミッチェル/タイタニアムレンジャー -  レット・フィッチャー（竹若拓磨）
- ミス・アンジェラ・フェアウェザー - モニカ・ルーレンス（深水由美）
- キャプテン・ウイリアム・ミッチェル - ロン・ロッジェ（広瀬正志）
- ダイアボリコの声 - ニール・キャプラン（楠大典）
- ローカイの声 - デイヴィッド・ロッジ（広瀬正志）
- バイプラの声 - ジェニファー・L・イェン（第1話、第4話 -） 、ウェン・ヤン・シー、（第2、3話のみ） （浅井晴美）
- インパスの声 - ブライアン・シッダール
- ジンクサーの声 - キム・ストラウス（中國卓郎）
- プリンス・オリンピアスの声 - マイケル・フォレスト（望月健一）
- クィーン・バンシーラの声 - ダイアン・サリンジャー（深水由美）

### ゲスト出演者
- 黒服（1、31） - マイケル・ホワイト
- ハバ(1) - ジェイ・ハリック（広瀬正志）
- 子供の頃のカーター（3、18） - タイラー・フォスター（浅井晴美）
- ジョージ（3、31） - ソーレン・フルトン（乾政子）
- ナンシー・クーパー - レイチェル・モネ・コダ
- リポーター(4) - ジリアン・ホルト
- アール(5) - ハル・イングランド
- ハンソン博士(5) - ジェイムズ・ヒーリーJr
- マクナイト将軍(7) - バート・クレイマー
- ハーレン博士(7) - デヴィッド・ウィスバーグ
- ブライアン（8、31） - デヴィッド・リーチ
- スティーブ・ハリソン(9) - マルコス・ヤング
- バスの運転手(9) - ピーター・サバード・ムア（木村雅史）
- バスの客(9) - アンヌ・オドネル（田村聖子）
- 子供の頃のライアン(12) - ヘイデン・マクファーランド（浅井晴美）
- 子供の頃のデイナ(12) - ジャンナ・サバトジー
- サイモン（20、31） - ジョナサン・ロビンソン（浅井晴美）
- ケルシーの祖母(21) - シャノン・ウェルズ
- トミシロ(22) - コウジ・カタオカ
- クラーク・フェアウェザー(26) - ジェフ・ヘンリー（宗矢樹頼）
- アーティ（27、31） - ジャスティン・マーティン
- ベンダ - グレッグ・ルイス
- マリナ（28、34） - キャメラ・ウォルトン
- レオ・コービット（29・30） - ダニー・スラヴィン / ギャラクシーレッドレンジャー - クリストファー・グレン（小川輝晃）
- カイ・チェン/ギャラクシーブルーレンジャー（29・30） - アーチー・カオ（前原一輝）
- マヤ/ギャラクシーイエローレンジャー（29・30） - セリーナ・ヴィンセント（田中恵理）
- トラキーナ（29・30） - ジェニファー・バーンズ（朝倉佐知）
- ヘザー（29・30） - チェルシー・ルッソ（小林けい）
- ジョアン（29・30） - ダーラ・ハウン（浅井晴美）
- オフィスワーカー（トライスカル人間態） - スタント・シュネップ（土田大）
- 受付係（29・30） - マルシア・アン・バース
- デーモン・ヘンダーソン/ギャラクシーグリーンレンジャー(30) - レッジー・ロル（小野塚貴志）
- ケンドリックス・モーガン/ギャラクシーピンクレンジャー(30) - バレリー・ヴァーノン（松岡由貴）
- 砂漠の賢者(32) - ギルバート・アミリオ（藤本譲）
- 砂漠の賢者の部下(32) - ロバート・タワー（広瀬正志）
- メスマー(33) - ベントン・ジェニングス
- ネプチューン(34) - ハリー・フレイジャー
- ココ・カシミア(36) - ルタ・リー
- アクアベース警備兵2(40) - エド・ニール

### スーツアクター・スタント
- レッドレンジャー[14] - 前田浩
- レッドレンジャー[15]（変身前のスタントも担当） - ヒロ・コーダ
- レッドレンジャー[16]、ブルーレンジャー[17]、プリンス・オリンピアス[18]、トライスカル[19]、デモナイト[20]、サイボーグレッドレンジャー[21]、バットリンク[22]- 宮崎高春
- レッドレンジャー、ブルーレンジャー[23]、タイタニアムレンジャー[20]、バットリンク[22] - 本間崇寛
- グリーンレンジャー[17][24]、タイタニアムレンジャー[24] 、バットリンク[25]、タマシロ（スタント）[25] - 飯塚吉夫
- グリーンレンジャー[26]、アラクノア[27]、バットリンク[22]-ロベルト・グティエレス
- ブルーレンジャー[28]- 小池達朗
- イエローレンジャー[17][29]、サイボーグイエローレンジャー[21] - 中村忠弘
- イエローレンジャー[30] - 野口彰宏
- ピンクレンジャー[17][31] - 横山和博
- ピンクレンジャー[16] 、サイボーグピンクレンジャー[21]、バットリンク[32] - ダニー・ウェイン・スタルカップ
- バイプラ（スタント）[33]- デヴィッド・ウォルド
- プリンス・オリンピアス[34] 、バットリンク[22]- T.J.ロトロ
- クイーン・バンシーラ[35]、ロキ[35]、バットリンク[36]-ルーク・ラフォンテーヌ
- ドライビング・スタントダブル[37] - トオル・ヤマグチ
- その他スタント - ルーベン・ラングダン、レイ・フィリップ＝サントス、他

## スタッフ
- 製作総指揮 - ハイム・サバン、シュキ・レヴィ
- プロデューサー - ジョナサン・ヅァクワー
- 共同プロデューサー - ジャド・リン、坂本浩一、スコット・ページ＝パグター、ポール・F・ローゼンタール
- ストーリーエディター - ジャド・リン、ジャッキー・マーチャンド（補佐）
- 音楽 - シュキ・レヴィ、クッサ・マーチ、リオ・ロズナー、ジェレミー・スウィート、イノン・ジュール
- 撮影監督 - イアン・ローゼンバーグ
- セカンドユニット監督 - 野口彰宏
- セカンドユニット撮影監督 - ショーン・マクリーン
- アクション・コレオグラファー/スタントコーディネーター - 坂本浩一、横山誠
- 編集 - ロナルド・ラビーン、リチャード・ブラッケン、エリック・レイニー
- ADRディレクター - スコット・ページ＝パグター、デヴィッド・ウォルシュ
- プロダクション・デザイナー：ジュリー・ボルダー
- キャスティング - アリス・ハンプトン
- 製作責任者：エリック・S・ロールマン
- 原作 - 八手三郎
- アディショナル・フッテージ・ディレクター - 小中肇、長石多可男、渡辺勝也、諸田敏、佛田洋
- 制作 - ルネサンス・アトランティック・エンターテイメント、東映、MMPRプロダクションズ
- 配給 - サバン・エンターテイメント（国際配給 - サバン・インターナショナル）、Fox Kids

### 日本語版制作スタッフ
- 演出 - 羽田野千賀子
- 翻訳 - 中村紀美子
- 調整 - 小出善司
- 編集スタジオ - ムービーテレビジョンスタジオ※ノンクレジット[38]
- 録音スタジオ - スタジオザウルス※ノンクレジット[38]
- 担当 - 佐藤陽子、濱井はるひ
- 製作 - 遠藤雅義、古玉國彦
- 監修 - 鈴木武幸、若松豪
- 配給 - 東映
- 制作 - 東映、ムービーテレビジョン

## 各話リスト
カッコ内は日本での放送話数。
| 話数   | サブタイトル                       | サブタイトル                   | 登場モンスター | 監督                         | 脚本                                                   | 放送日 （米国） |
| 話数   | 邦題                               | 原題                           | 登場モンスター | 監督                         | 脚本                                                   | 放送日 （米国） |
| ------ | ---------------------------------- | ------------------------------ | --- | ---------------------------- | ------------------------------------------------------ | --------------- |
| 1      | ライトスピード 出動!               | Operation Lightspeed           | グーリガン （声 - ケン・メルクス/吹替 - 堀尾雅彦） | 田﨑竜太                     | ジャド・リン                                           | 2000年 2月12日  |
| 2      | 鉄壁のチームワーク                 | Lightspeed Teamwork            | マグマボア（マグマゴレム） （声 - キム・ストラウス） | 田﨑竜太                     | ジャド・リン                                           | 2月19日         |
| 3      | 炎の試練                           | Trial By Fire                  | クウェイクモン（モルグール） | 田﨑竜太                     | ジャド・リン                                           | 2月26日         |
| 4      | ―                                  | Riding The Edge                | ウィアリン（トルネデウス） （声 - ジョン・ハイク） | 坂本浩一                     | ジャド・リン                                           | 3月4日          |
| 5      | ―                                  | A Matter Of Trust              | ファイリア（ソルゴイル） （声 - ボブ・パーペンブルック） | 坂本浩一                     | ジャド・リン                                           | 3月11日         |
| 6      | ―                                  | Wheels Of Destruction          | ヴォー・ベリー（バンパイラ） （声 - ニール・キャプラン） エレストンプ（ガネムージャ） （声 - スティーヴ・アポストリナ）                                                                                    | アイザック・フロレンティーン | ジャド・リン                                           | 3月18日         |
| 7      | ―                                  | Cyborg Rangers                 | ストラックニング（ライマ） （声 - エディ・フライアーソン） サイボーグレンジャー | アイザック・フロレンティーン | ジャド・リン                                           | 3月25日         |
| 8      | ―                                  | Up To The Challenge            | スモッガー（ガスガイル） （声 - リチャード・ホーヴィッツ） | 坂本浩一                     | ジャッキー・マーチャンド                               | 4月1日          |
| 9(4)   | 火山が危ない                       | Go Volcanic                    | トライファイア（ヘルゲロス） （声 - デイヴ・マロウ / 吹替 - 田中一永） マグマボア （声 - デイヴィッド・ロッジ/吹替 - 木村雅史）                                                                            | 坂本浩一                     | ジャド・リン                                           | 4月8日          |
| 10(5)  | スーパートレイン・メガゾード 出撃! | Rising From Ashes              | トライファイア（ヘルゲロス） （声 - デイヴ・マロウ / 吹替 - 田中一永） マグマボア （声 - デイヴィッド・ロッジ/吹替 - 木村雅史）                                                                            | 坂本浩一                     | ジャド・リン                                           | 4月15日         |
| 11(6)  | 闇からの戦士                       | From Deep In The Shadows       | タイタニアムレンジャー | ジョナサン・ヅァクワー       | ジャド・リン                                           | 4月22日         |
| 12(7)  | 明かされた真実                     | Truth Discovered               | リズトゥイン（ジュウキ） （声 - アーチー・カオ/吹替 - 馬場和幸） | ジョナサン・ヅァクワー       | ジャド・リン                                           | 4月29日         |
| 13(8)  | ライアンの運命                     | Ryan's Destiny                 | デモナイト（ゾード） （声 - デイヴィッド・ステンストローム/吹替 - 斉藤次郎） フォルカー（ジーン） （声 - エズラ・ワイズ/吹替 - 鈴木貴征） サンダーロン（グール） （声 - アロンゾ・ボデン/吹替 - 矢嶋俊作） | 田﨑竜太                     | ジャド・リン ジャッキー・マーチャンド                  | 5月6日          |
| 14     | ―                                  | Curse Of The Cobra             | デモナイト フォルカー サンダーロン デモナイト・クローン （声 - デイヴィッド・ステンストローム） | 田﨑竜太                     | ジャド・リン ジャッキー・マーチャンド                  | 5月13日         |
| 15(9)  | ライアンの決意                     | Strength Of The Sun            | フォルカー サンダーロン | 田﨑竜太                     | ジャド・リン ジャッキー・マーチャンド                  | 5月20日         |
| 16(10) | 決戦!ダイアボリコ                  | The Cobra Strikes              | トライカー（キマイラー） （声 - エズラ・ワイズ/吹替 - 斉藤次郎、鈴木貴征、矢嶋俊作） コブラマスター （声 - リチャード・カンシーノ/吹替 - 河相智哉） ダイアボリコ                                           | 田﨑竜太                     | ジャド・リン ジャッキー・マーチャンド                  | 5月27日         |
| 17(11) | オリンピアスの誕生                 | Olympius Ascends               | サンダークロー（デスタグ） （声 - ボブ・パーペンブルック/吹替 - 永井誠） | 田﨑竜太                     | ジャド・リン ジャッキー・マーチャンド                  | 8月19日         |
| 18     | ―                                  | A Face From The Past           | ショカトロン（サイバギルド） （声 - ハービー・バエズ） | 田﨑竜太                     | ジャド・リン ジャッキー・マーチャンド                  | 8月26日         |
| 19(12) | 女王降臨                           | The Queen's Return             | スペルバインダー（ハレルヤン） （声 - カーク・ソーントン/吹替 - 水野龍司） | 田﨑竜太                     | ジャド・リン ジャッキー・マーチャンド                  | 9月2日          |
| 20(13) | 隕石破壊作戦                       | The Omega Project              | 巨大隕石 | 坂本浩一                     | ジャド・リン ジャッキー・マーチャンド                  | 9月9日          |
| 21     | ―                                  | The Fifth Crystal              | モールマン（ドグル） （声 - ケン・メルクス） | 坂本浩一                     | ジャド・リン ジャッキー・マーチャンド                  | 9月16日         |
| 22     | ―                                  | The Chosen Path                | サイクロプター（スパルタン） （声 - リチャード・エプカー） | ワース・キーター             | ジャド・リン ジャッキー・マーチャンド                  | 9月23日         |
| 23     | ―                                  | Yesterday Again                | マンデビル（ハガクレン） （声 - マイケル・マコノヒー） | アイザック・フロレンティーン | ジャド・リン ジャッキー・マーチャンド                  | 9月30日         |
| 24(14) | 復活の日                           | As Time Runs Out               | ヴァイラヴァイル（バイラ） （声 - キム・ストラウス/吹替 - 花田光） | アイザック・フロレンティーン | ジャド・リン ジャッキー・マーチャンド                  | 10月7日         |
| 25(15) | 氷の戦い                           | In The Freeze Zone             | フリザード（バキューマ） （声 - スティーブ・マッゴーワン/吹替 - 川津泰彦） | 田﨑竜太                     | ジャド・リン ジャッキー・マーチャンド                  | 10月21日        |
| 26(16) | ジョエルの傷心                     | The Mighty Mega Battles        | インフィニター（リザーデス） （声 - ポール・シュリアー/吹替 - 江川央生） | 田﨑竜太                     | ジャド・リン ジャッキー・マーチャンド                  | 10月28日        |
| 27     | ―                                  | The Great Egg Caper            | バードバン（ガラガ） （声 - マイケル・ソリッチ） | 田﨑竜太                     | ジャド・リン ジャッキー・マーチャンド                  | 11月3日         |
| 28     | ―                                  | Ocean BlueI                    | バイプラ ローカイ | ジョナサン・ヅァクワー       | ジャド・リン ジャッキー・マーチャンド                  | 11月4日         |
| 29(17) | トラキーナ再襲来 前編              | Trakeena's Revenge Part I      | トラキーナ トライスカル（闇王ギル） （声 - マイケル・ソリッチ/吹替 - 土田大） グール | 田﨑竜太                     | ジャド・リン                                           | 11月6日         |
| 30(18) | トラキーナ再襲来 後編              | Trakeena's Revenge Part II     | トラキーナ トライスカル（闇王ギル） （声 - マイケル・ソリッチ/吹替 - 土田大） グール | 田﨑竜太                     | ジャド・リン                                           | 11月7日         |
| 31     | ―                                  | The Last Ranger                | メモレイス（タナトス） （声 - マーク・カルデラ） | ワース・キーター             | ジャド・リン ジャッキー・マーチャンド                  | 11月8日         |
| 32(19) | 砂漠の賢者                         | Sorcerer Of The Sands          | ゲートキーパー（カオス） （声 - マイケル・ソリッチ/吹替 - 飯島肇） 亡霊モンスター軍団 | ジョナサン・ヅァグワー       | ジャド・リン ジャッキー・マーチャンド                  | 11月9日         |
| 33     | ―                                  | Olympius Unbound               | スーパーオリンピアス ゲートキーパー | ジョナサン・ヅァグワー       | ジャド・リン ジャッキー・マーチャンド                  | 11月10日        |
| 34     | ―                                  | Neptune's Daughter             | アクアフィエンド（ガバラ） （声 - ピーター・グリーンウッド） | ジョナサン・ヅァグワー       | ジャド・リン ジャッキー・マーチャンド                  | 11月11日        |
| 35(20) | トランス・アーマー・サイクル 発進! | Web War                        | アラクノア（スパイダラス） （声 - カテリーナ・バッティストーン/吹替 - 高乃麗） | 田﨑竜太                     | ジャド・リン ジャッキー・マーチャンド                  | 11月13日        |
| 36     | ―                                  | In The Limelight               | トゥリーヴェル（クエイクロス） （声 - ジョン・ハイク） | ジャド・リン                 | ジャド・リン ジャッキー・マーチャンド                  | 11月14日        |
| 37(21) | 冷血の女王                         | Wrath Of The Queen             | クイーン・バンシーラ | ジャド・リン                 | ジャド・リン ジャッキー・マーチャンド デニス・スキナー | 11月15日        |
| 38(22) | 全滅の危機                         | Rise Of The Super Demons       | スーパーデーモン・オリンピアス スーパーデーモン・ダイアボリコ | ジャド・リン                 | ジャド・リン ジャッキー・マーチャンド                  | 11月16日        |
| 39(23) | アクアベース絶体絶命               | The Fate Of Lightspeed Part I  | クイーン・バンシーラ | 田﨑竜太 横山誠              | ジャド・リン ジャッキー・マーチャンド                  | 11月17日        |
| 40(24) | ライトスピード 最終任務!           | The Fate Of Lightspeed Part II | クイーン・バンシーラ | 田﨑竜太 横山誠              | ジャド・リン ジャッキー・マーチャンド                  | 11月18日        |

## オリジナルビデオ
Power Rangers in 3D Triple Force
マクドナルド頒布品。『救急戦隊ゴーゴーファイブVSギンガマン』がベース。内容は後に放送された第29・30話と同じだが、立体映画に加工されている。

## ゲーム
Power Rangers Lightspeed Rescue
ゲームボーイカラー版（2000年7月発売。開発はナツメ）、NINTENDO 64版（2000年9月28日発売。開発はマルチメディア）、PlayStation版（2000年10月発売。開発はクライマックス・スタジオ ）の3種類がTHQから発売された。

## 映像ソフト化

### アメリカ合衆国
Power Rangers Lightspeed Rescue(VHS)
第1 - 3話を収録。2000年4月18日発売。リリースは20世紀フォックス ホーム エンターテイメント。
Power Rangers Lightspeed Rescue Titanium Ranger Curse of the Cobra(VHS)
第13 - 16話を収録。2000年10月3日発売。リリースは20世紀フォックス ホーム エンターテイメント。
Power Rangers Lightspeed Rescue The Queen's Wrath(VHS)
第37 - 40話を収録。2001年3月3日発売。リリースは20世紀フォックス ホーム エンターテイメント。
Power Rangers Lightspeed Rescue Neptune's Daughter(VHS)
第21・28・34話を収録。2002年1月15日発売。リリースはブエナビスタ・ホーム・エンターテイメント。
The Best of the Power Rangers - The Ultimate Rangers(DVD)
シリーズ傑作選DVD。第29・30話を収録。2003年4月1日発売。リリースはブエナビスタ・ホーム・エンターテイメント。
Power Rangers Seasons 8-12(DVD)
本作から『パワーレンジャー・ダイノサンダー』まで収録したDVDセット。2013年12月11日発売。リリースはシャウト・ファクトリー!。

### 日本
パワーレンジャー・ライトスピード・レスキュー全5巻（VHS、二ヶ国語収録、クローズドキャプション対応）
日本においては、2002年12月6日から2003年5月9日までリリースされた。リリースは東映ビデオ。